# Liste der Monuments historiques in Cressonsacq
Die Liste der Monuments historiques in Cressonsacq führt die Monuments historiques in der französischen Gemeinde Cressonsacq auf.

## Liste der Bauwerke
| Bezeichnung      | Beschreibung                                 | Standort               | Kennzeichnung | Schutzstatus | Datum | Bild           |
| ---------------- | -------------------------------------------- | ---------------------- | ------------- | ------------ | ----- | -------------- |
| Calvaire         |                                              | Grande Rue (Lage)      | PA00114667    | Inscrit      | 1949  | weitere Bilder |
| Burg             | Ruine des Donjons, erbaut im 14. Jahrhundert | Rue de la Ville (Lage) | PA00114668    | Inscrit      | 1949  | weitere Bilder |
| Kirche St-Martin | Erbaut im 15. Jahrhundert                    | Rue de la Ville (Lage) | PA00135568    | Inscrit      | 1949  | weitere Bilder |